# Saint-Crépin-de-Richemont
Saint-Crépin-de-Richemont (okzitanisch Sent Crespin de Richemont) ist eine frühere französische Gemeinde mit 235 Einwohnern (Stand 1. Januar 2022) im Arrondissement Nontron im Norden des Départements Dordogne in der Region Nouvelle-Aquitaine. Zuständiger Gemeindeverband ist die Communauté de communes Dronne et Belle. Die Gemeinde ist in den Regionalen Naturpark Périgord-Limousin integriert. Die Einwohner werden als Saint Crépinois bzw. Saint Crépinoises bezeichnet.

## Etymologie
Der Name des Orts ist eigentlich ein Doppelname, der sich aus dem Ortsnamen Saint-Crépin und dem Herrensitz Richemont zusammensetzt. Saint Crépin oder Sent Crespin leitet sich vom Heiligen Crispinus (sanctus Crispinus) ab, einem Märtyrer des 3. Jahrhunderts; Richemont oder riche mont (reicher Berg) bezieht sich auf die strategisch beherrschende Lage des Höhenrückens im Süden oberhalb des Dorfes. Möglicherweise bezeichnet riche auch den germanischen Personennamen Richarius.

## Geographie

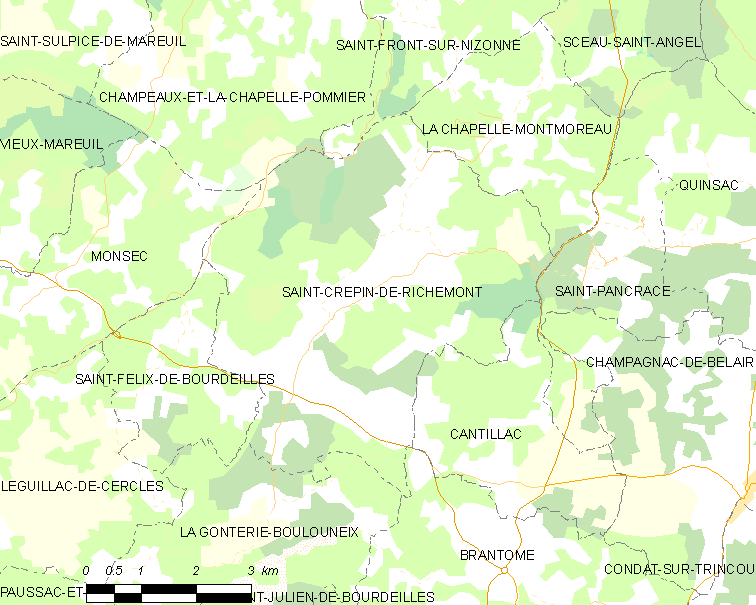
Lagekarte von Saint-Crépin-de-Richemont

Der Ortskern von Saint-Crépin-de-Richemont liegt etwa sieben Kilometer nordwestlich von Brantôme und 13 Kilometer südsüdwestlich von Nontron.
Umgeben wird Saint-Crépin-de-Richemont von den Nachbargemeinden und delegierten Gemeinden:
| Mareuil en Périgord        | Saint-Front-sur-Nizonne                     | La Chapelle-Montmoreau                            |
|                            | Kompassrose, die auf Nachbargemeinden zeigt | Saint-Pancrace                                    |
| Saint-Félix-de-Bourdeilles | La Gonterie-Boulouneix (Commune déléguée)   | Cantillac (Commune déléguée) Brantôme en Périgord |

Der Ort umfasst die Geländepunkte, Weiler bzw. Einzelhöfe Bargeix, Beleyme, Bois Crémille, Bois Duroussel, Bois d'Enfer, Bois du Lac, Champagne, Champredon, Chanceland, Château de Richemont, Chez Froment, Clos de Jauneau, Combevire, Étang de Bodifer, Francillou, Grange-Haute, La Barde, La Clède, La Forge, La Grande Terre, La Grèze, La Prairie, La Riboutie, La Roche, La Table du Roi, Le Canteix, Le Caprice, Le Meyrat, Le Moulin, Le Moulin Brûlé, Le Moulin de la Forge, Le Plessac, Le Vignoble, Les Âges, Les Baléares, Les Borderies, Les Brageaux, Les Brandes, Les Fontenelles, Les Fregeas, Les Plantous, Les Prés de la Planche, Les Roches Chabrelles, Les Thermes, Limeuil, Petit Berger, Pontarnaud, Pré de la Rivière, Puy de Raussie, Puy Redon, Puygourdel, Puylibeau, Puyssegné und Rousselières.
Der orographisch tiefste Punkt von Saint-Crépin-de-Richemont mit 120 Meter über N.N. liegt bei Moulin de la Forge am Boulou am Südwestrand, der höchste Punkt mit 246 Meter bei Puyssegné im Nordosten. Die maximale Höhendifferenz beträgt somit 126 Meter.

### Verkehrsanbindung
Der Ortskern wird von der aus Quinsac herüberkommenden D 98 durchquert, welche ihn an die nur 1,5 Kilometer weiter südwestlich verlaufende D 939 von Brantôme nach Angoulême anbindet, die Hauptverkehrsader von Périgueux nach Angoulême. An der Ostgrenze des Ortsgebietes zieht die D 675 von Nontron nach Brantôme vorbei. Die Nordwestgrenze wird von der D 84 gebildet, einer Querverbindung von Nontron nach Verteillac.

## Hydrographie
Das Ortsgebiet wird in etwa mittig vom Boulou durchflossen, einem rechten Nebenfluss der Dronne. Sein Tal verläuft in Nordost-Südwest-Richtung. Die rechten Seitenarme des Boulous sind Trockentäler. Eines zieht in Südsüdost-Richtung entlang der Nordostgrenze zu La Chapelle-Montmoreau. Das andere weitaus bedeutendere entsteht am Bois d'Enfer und orientiert sich nach Süden. Der linksseitige, nach Westnordwest ausgerichtete Seitenarm ist zu Weihern aufgestaut und folgt ebenfalls der Grenze zu La Chapelle-Montmoreau.
Der Boulou gehört zum Flusssystem Isle-Dronne.

## Geologie

Geologische Karte von Brantôme en Périgord, Saint-Crépin-de-Richemont liegt ganz im Norden

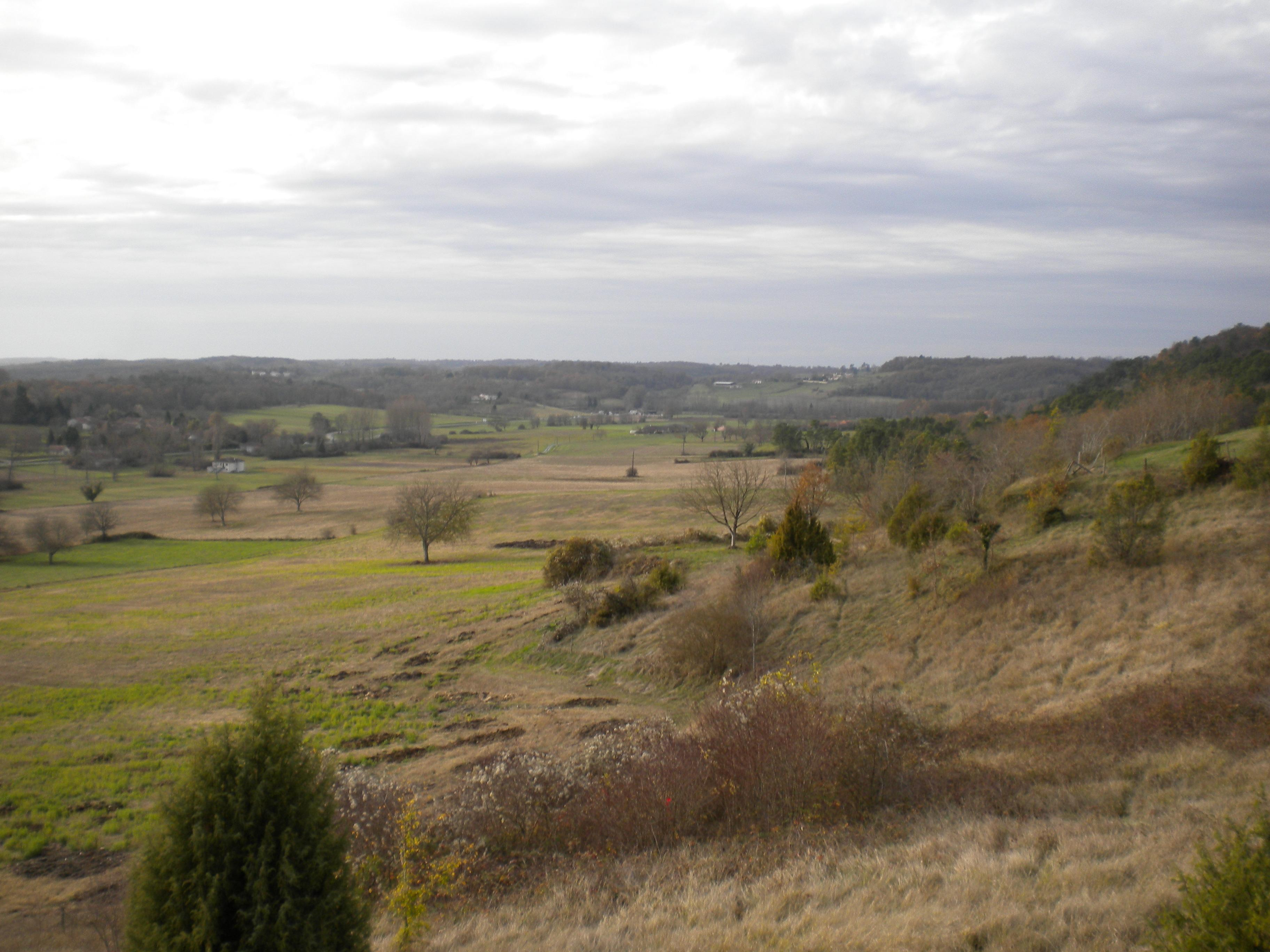
Tal südwestlich von Saint-Crépin-de-Richemont mit dem Verlauf der Mareuil-Störung

Das Ortsgebiet von Saint-Crépin-de-Richemont wird von Sedimenten der Oberkreide unterlagert, die in den niederen Lagen entlang des Boulous aufgeschlossen sind. Die beiden Höhenrücken im Nordwesten und im Südosten bestehen aus alttertiären Schwemmfächern – dem Konglomerat von Saint-Crépin-de-Richemont.
Die flachliegenden Oberkreidesedimente beginnen im Nordosten mit dem Coniacium (Formation C4) gefolgt von unterem und oberen Santonium (Formationen C5a und C5b-c) gen Südwesten. Die beiden tertiären Schwemmfächer mit dem Konglomerat von Saint-Crépin-de-Richemont (Formation H-F) sind fluviatilen Ursprungs, sie bestehen aus Sandsteinen und Konglomeraten mit Quarz-  und verkieselten Arkosegeröllen. Sie sind Abtragungsprodukte des Massif Central und können bis zu 70 Meter mächtig werden. Ihre Schüttungsrichtung erfolgte gen Südwest. Ihr Alter wird als Eozän oder unterstes Oligozän eingestuft. Die harten konglomeratischen Lagen waren bereits seit der Römerzeit als Ausgangsstoff für Mühlsteine begehrt.
Die Hanglagen direkt unterhalb der Formation H-F werden von pleistozänem Kolluvium (geröllführenden Alteriten) verdeckt (Formation ACF), so beispielsweise bei Les Brageaux oder südlich unterhalb von Schloss Richemont. Diese Alterite sind ein Umlagerungsprodukt der fluviatilen Formation H-F und gehen in diese über. Andernorts treten jedoch Alterite auf, die direkt aus den Oberkreidesedimenten hervorgegangen sind (Kolluvium der Formation AC) und ebenfalls im Verlauf des Pleistozäns entstanden. Hangschutt aus der Würm-Kaltzeit (Formation GP) liegt nördlich des Ortskerns bei La Grèze und folgt dem rechten Seitental des Boulous bis nach Bois d'Enfer. Eiszeitlicher Kalkhangschutt findet sich in den beiden Seitentälern des Boulous entlang der nordöstlichen Gemeindegrenze sowie in einem kleinen linken Seitental nordöstlich des Ortskerns.
Ansonst wurde im Tal des Boulous während des Holozäns nacheiszeitliches Alluvium abgelagert (Formation K).
Eine Besonderheit stellt eine N 110 bis N 120 streichende Störung (Störung von Mareuil) dar, die in etwa dem Verlauf der D 939 folgt. Es handelt sich um eine steilstehende, nach Südsüdwesten einfallende Aufschiebung, entlang derer ein Versatz von rund 100 Meter stattfand, so dass jetzt Gesteine des untersten Coniaciums direkt neben Gesteinen des Santoniums liegen. Diese Störung ist die Fortsetzung des weiter im Nordwesten gelegenen Antiklinals von Mareuil.

## Ökologie

### Naturpark
Die Commune déléguée Saint-Crépin-de-Richemont ist seit 1998 ein integraler Bestandteil des Regionalen Naturparks Périgord-Limousin.

### Schutzgebiete
Saint-Crépin-de-Richemont weist insgesamt fünf Schutzzonen (ZNIEFF – Französisch zone naturelle d'intérêt écologique, faunistique et floristique) auf, davon drei am Flusslauf des Boulous:

#### Schutzgebiete des Typus 1

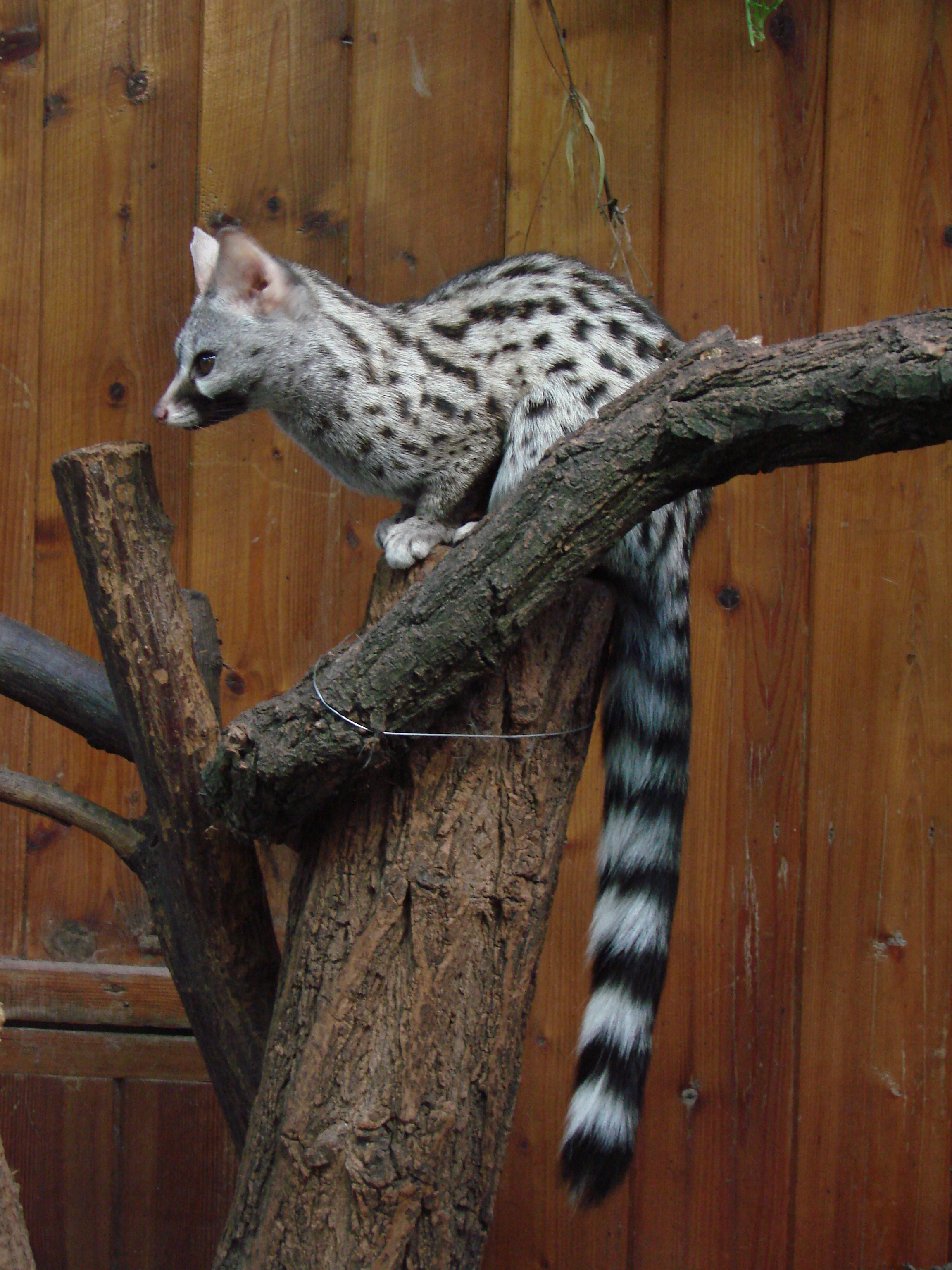
Kleinfleck-Ginsterkatze (Genetta genetta felina)

Am Boulou nordöstlich von La Barde erstreckt sich unter der Bezeichnung Réseau hydrographique et coteaux du Boulou amont (Entwässerungsnetz und Hanglagen am talaufwärtigen Boulou) ein Schutzgebiet des Typus 1. Unter Schutz stehen der Flusslauf, seine flussaufwärtigen Seitentäler sowie die anliegenden Wiesen. Dieses Gebiet betrifft auch die flussaufwärtigen Gemeinden La Chapelle-Montmoreau und Sceau-Saint-Angel.
Für  dieses Schutzgebiet sind 23 Arten ausschlaggebend, darunter
- die 15 Insektenarten Helm-Azurjungfer (Coenagrion mercuriale), Südlicher Kurzgeschwänzter Bläuling (Cupido alcetas), Quendel-Ameisenbläuling (Phengaris arion), Zweigestreifte Quelljungfer (Cordulegaster boltonii), Großer Feuerfalter (Lycaena dispar), Skabiosen-Scheckenfalter (Euphydryas aurinia), Gemeine Ameisenjungfer (Myrmeleon formicarius), Gemeine Keiljungfer (Gomphus vulgatissimus), Fleckenbindiger Halsbock (Pachytodes erraticus), die Schwebfliege (Milesia crabroniformis), Spiegelfleck-Dickkopffalter (Heteropterus morpheus), der Weberbock (Musaria rubropunctata), Große Zangenlibelle (Onychogomphus uncatus), Kleiner Schillerfalter (Apatura ilia) und der Nachtkerzenschwärmer (Proserpinus proserpina)
- die 6 Amphibien Gemeine Geburtshelferkröte  (Alytes obstetricans), Grasfrosch (Rana temporaria), Westlicher Schlammtaucher (Pelodytes punctatus), Europäischer Laubfrosch (Hyla arborea), Gelbbauchunke (Bombina variegata) und Marmormolch (Triturus marmoratus)
- als Crustacea der Dohlenkrebs (Austropotamobius pallipes)
- und als Reptil die Blindschleiche, genauer: Westliche Blindschleiche (Anguis fragilis).

Daneben werden aber noch weitere zahlreiche Tier- und Pflanzenarten rezensiert, darunter 6 Amphibien, 6 Reptilien, 79 Vogelarten, 233 Insektenarten und 10 Pflanzenarten.
Der Boulou und einige seiner Seitenbäche bilden unterhalb des Ortskerns bis fast an die Mündung in die Dronne eine weitere ZNIEFF des Typus 1, die als Réseau hydrographique et coteaux du Boulou aval (Entwässerungsnetz und Hanglagen am talabwärtigen Boulou) bezeichnet wird. Dieses Schutzgebiet erstreckt sich noch über sechs weitere Gemeinden bzw. ehemalige Gemeinden und weist eine erhebliche faunistische Vielfalt auf. Darunter:
- 10 Insektenarten
- 7 Säugetierarten
- 7 Vogelarten
- 6 Amphibien und
- 1 Schildkrötenart.

Bei den charakteristischen Insekten handelt es sich um dieselben bereits beschriebenen Arten, Gemeine Ameisenjungfer, Schwebfliege, Spiegelfleck-Dickkopffalter, Weberbock und Nachtkerzenschwärmer treten hier jedoch nicht mehr auf. Bei den Säugetieren sind anzuführen die Kleinfleck-Ginsterkatze (Genetta genetta), der Fischotter (Lutra lutra) und der Europäische Nerz (Mustela lutreola) sowie die vier Fledermausarten Große Hufeisennase (Rhinolophus ferrumequinum), Großer Abendsegler (Nyctalus noctula), Kleine Hufeisennase (Rhinolophus hipposideros) und Bechsteinfledermaus (Myotis bechsteinii). Die sieben Vogelarten sind Wasseramsel (Cinclus cinclus), Wanderfalke (Falco peregrinus), Waldohreule (Asio otus), Steinsperling (Petronia petronia), Mittelspecht (Leiopicus medius), Schwarzspecht (Dryocopus martius) und Hohltaube (Columba oenas). Die Amphibien sind dieselben sechs eingangs erwähnten. Schildkrötenart ist die Europäische Sumpfschildkröte (Emys orbicularis).
Ferner treten zwei seltene Pflanzen hinzu – Herbstzeitlose (Colchicum autumnale) und Schachblume (Fritillaria meleagris).
Auch hier gesellen sich noch viele andere Arten hinzu, darunter 5 weitere Amphibien, 5 Reptilien, 11 Säugetiere, 69 Vögel, 307 Insekten und 40 Pflanzen.

#### Schutzgebiete des Typus 1 außerhalb des Bouloutals
Außerhalb des Bouloutals bestehen noch zwei weitere kleine Schutzgebiete des Typus 1:
- unter dem Titel zone tourbeuse du Bois d'Enfer (Torfgebiet des Bois d'Enfer) existiert ein 5 Hektar großes Heidegebiet südlich vom Landsitz Bagatelle. Hier finden sich der Rundblättrige Sonnentau (Drosera rotundifolia), 4 Libellenarten und 39 weitere rezensierte Pflanzenarten.
- Unter dem Titel landes des Trois Pierres (Heiden von Trois Pierres) fungiert ein Heidegebiet in Richtung Monsec, das sich insgesamt über 513 Hektar erstreckt, von denen aber nur 3 zu Saint-Crépin-de-Richemont gehören. Angetroffen werden hier 3 ausschlaggebende Raubvögel – Wiesenweihe (Circus pygargus), Rohrweihe (Circus aeruginosus) und Kornweihe (Circus cyaneus) sowie 3 Pflanzenarten – Rundblättriger Sonnentau, Moorlilie (Narthecium ossifragum) und Reifrock-Narzisse (Narcissus bulbocodium). Dazu gesellen sich 4 Säugetierarten, 50 Vogelarten und 73 weitere Pflanzenarten.

### Schutzgebiet des Typus 2

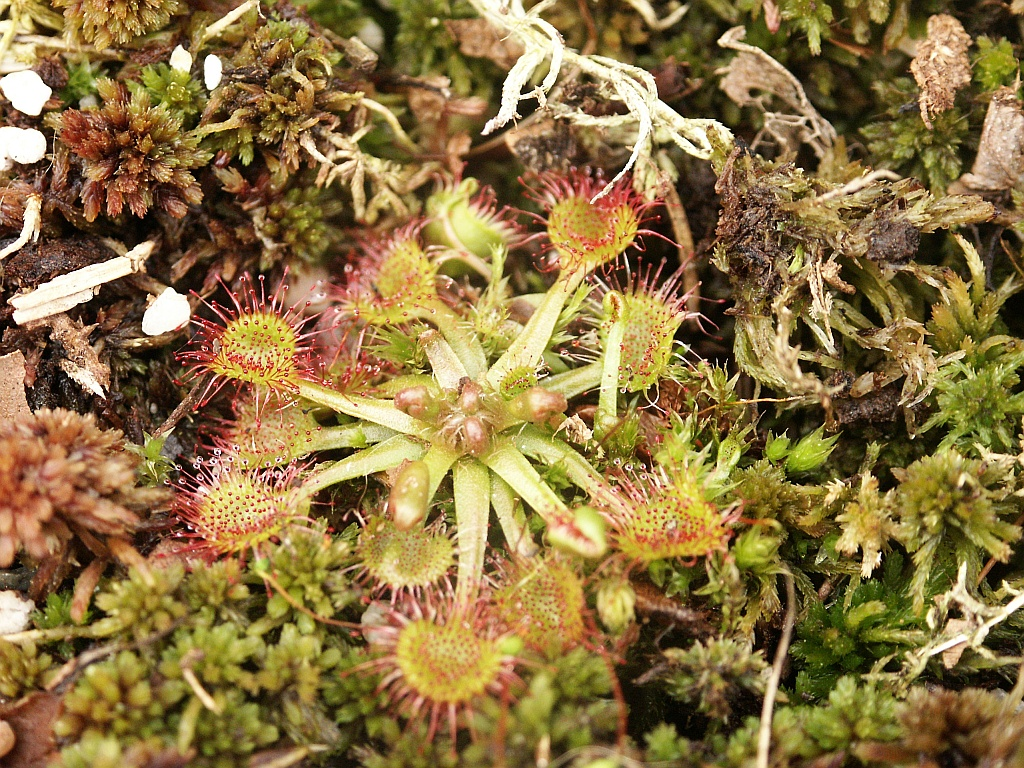
Rundblättriger Sonnentau (Drosera rotundifolia)

Die beiden erstgenannten Schutzgebiete des Typus 1 gehören unter der Bezeichnung Vallée et coteaux du Boulou zu einem weitaus größeren Schutzgebiet des Typus 2, das praktisch den gesamten Flusslauf von der Quelle bis 200 Meter vor seiner Mündung in die Dronne (bis an die D 106) umfasst.
Neben den bereits erwähnten Arten kommt hier noch als bestimmendes Pflanzentaxon der Rundblättrige Sonnentau (Drosera rotundifolia) hinzu.
Wegen seiner außergewöhnlichen Vielfalt an insbesondere Insektenarten – vor allem an Schmetterlingen und Libellen – stellt das Bouloutal ein Schutzgebiet nationalen Interesses dar.

## Geschichte
Die geschichtlichen Spuren lassen sich in Saint-Crépin-de-Richemont bis in die Megalithzeit zurückverfolgen, so steht beispielsweise unweit von Champredon ein Menhir. Die Mühlsteingewinnung aus den alttertiären Schwemmfächern erfolgte dann bereits unter den Römern im 1. Jahrhundert und kam erst in der zweiten Hälfte des 18. Jahrhunderts zum Erliegen. Die Kirche von Saint-Crépin-de-Richemont ist spätromanisch. Ab 1564 wurde von Pierre de Bourdeille mit dem Bau des Château de Richemont begonnen.
Der Erlass vom 6. November 2018 legte mit Wirkung zum 1. Januar 2019 die Eingliederung von Saint-Crépin-de-Richemont als Commune déléguée zusammen mit den früheren Gemeinden Brantôme en Périgord, Eyvirat, La Gonterie-Boulouneix, Cantillac, Sencenac-Puy-de-Fourches und Valeuil zur neuen Commune nouvelle Brantôme en Périgord fest.

## Bevölkerungsentwicklung
| Jahr | Einwohner |  |
| 1962 | 339       |  |
| 1968 | 326       |  |
| 1975 | 246       |  |
| 1982 | 239       |  |
| 1990 | 207       |  |
| 1999 | 202       |  |
| 2006 | 222       |  |
| 2011 | 202       |  |
| 2016 | 222       |  |
| 2019 | 228       |  |

Quelle: INSEE
Nach Beginn der Aufzeichnungen stieg die Einwohnerzahl zu Beginn des 19. Jahrhunderts auf einen Höchststand von 935. In der Folgezeit setzte eine Phase der Stagnation ein, die die Zahl der Einwohner bei kurzen Erholungsphasen bis zu den 1990er Jahren auf  rund 200 Einwohner sinken ließ, bevor eine Phase der Stabilisierung einsetzte, die heute noch anhält.

## Bürgermeister
Bürgermeister in Saint-Crépin-de-Richemont war seit März 2014 Martial-Henri Candel. Er wurde im Mai 2020 von Christian Scipion abgelöst.

## Sehenswürdigkeiten
- Schloss La Barde, Schloss und Wehrhof aus dem 15. Jahrhundert
- Schloss Richemont, Schloss aus dem 16. Jahrhundert, seit 1927 als Monument historique eingeschrieben[6]
- Schloss Saint-Crépin, Schloss aus dem 19. Jahrhundert
- Die spätromanische Kirche Saint-Crépin und Saint Crépinien
- Menhir von Champredon

## Photogalerie

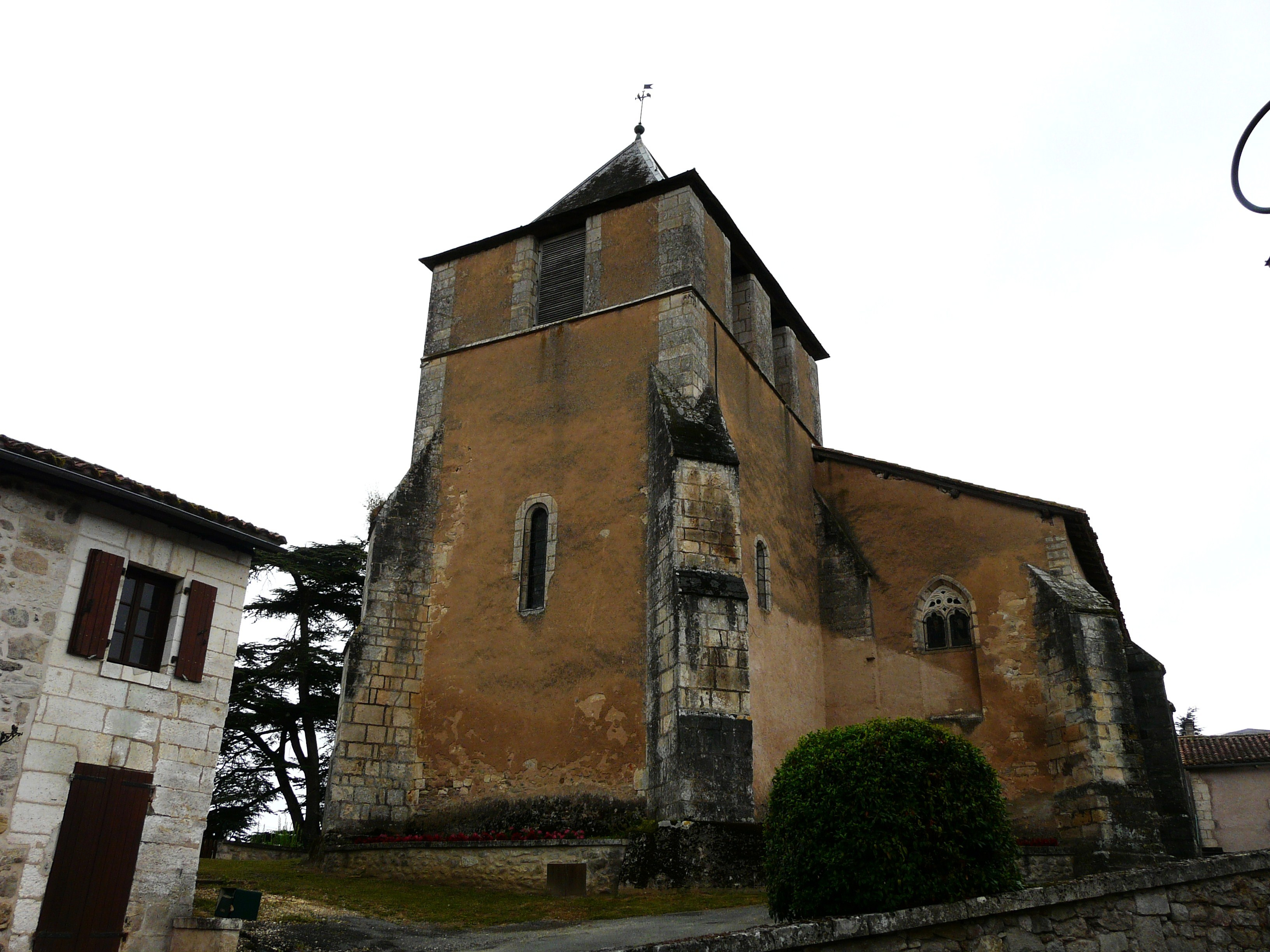
Die spätromanische Kirche von Saint-Crépin
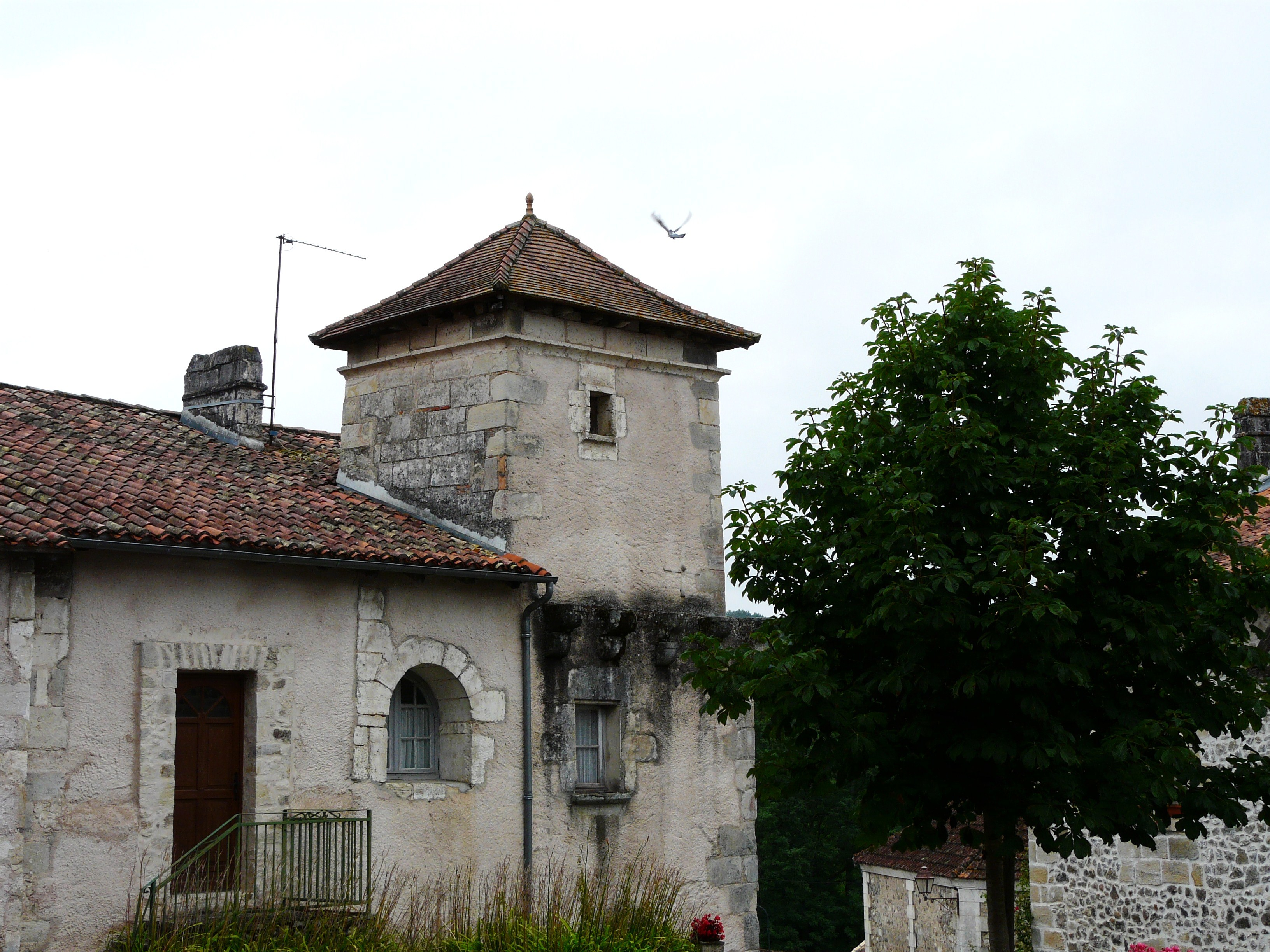
Altes Haus neben der Kirche
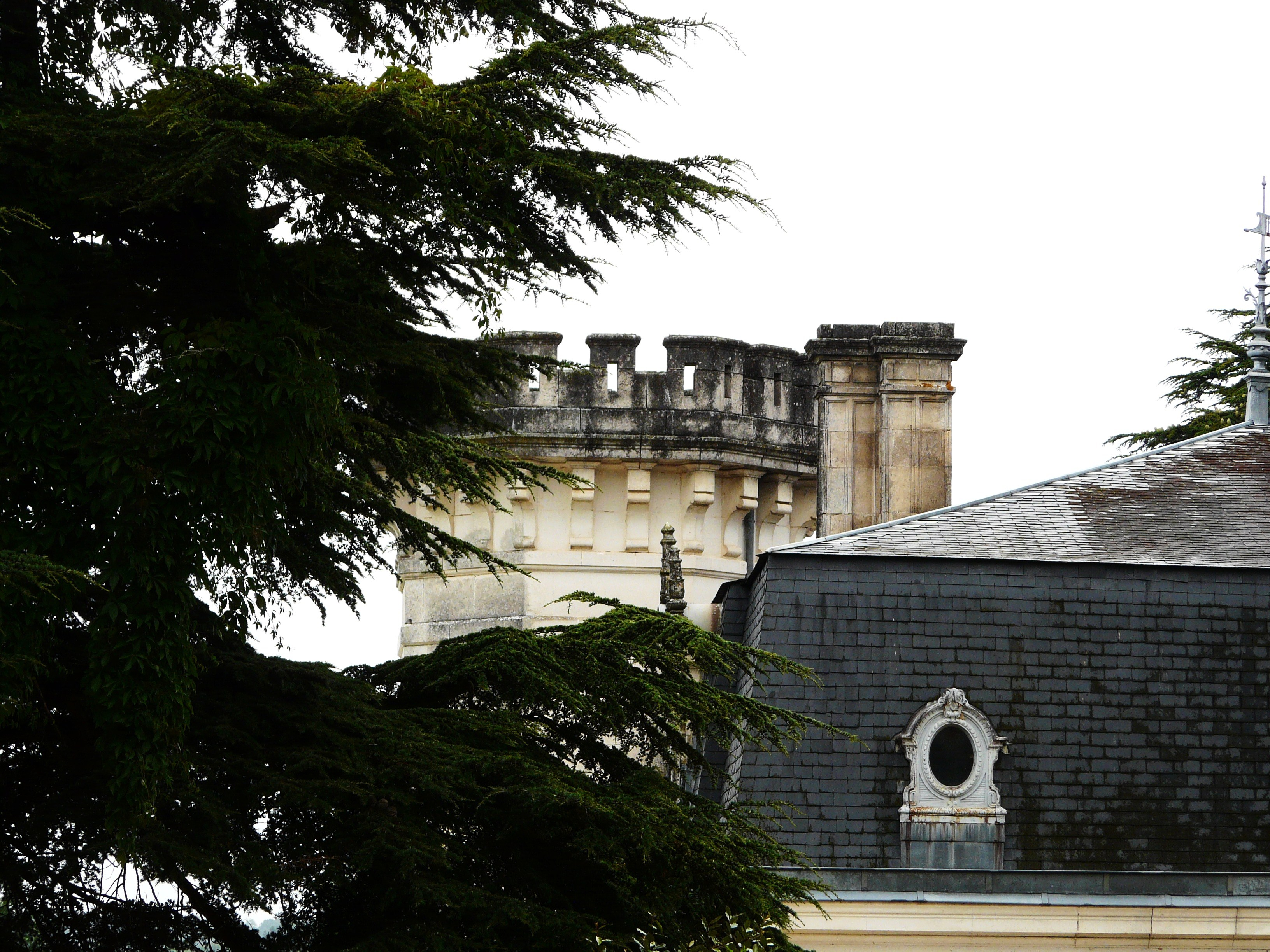
Schloss von Saint-Crépin
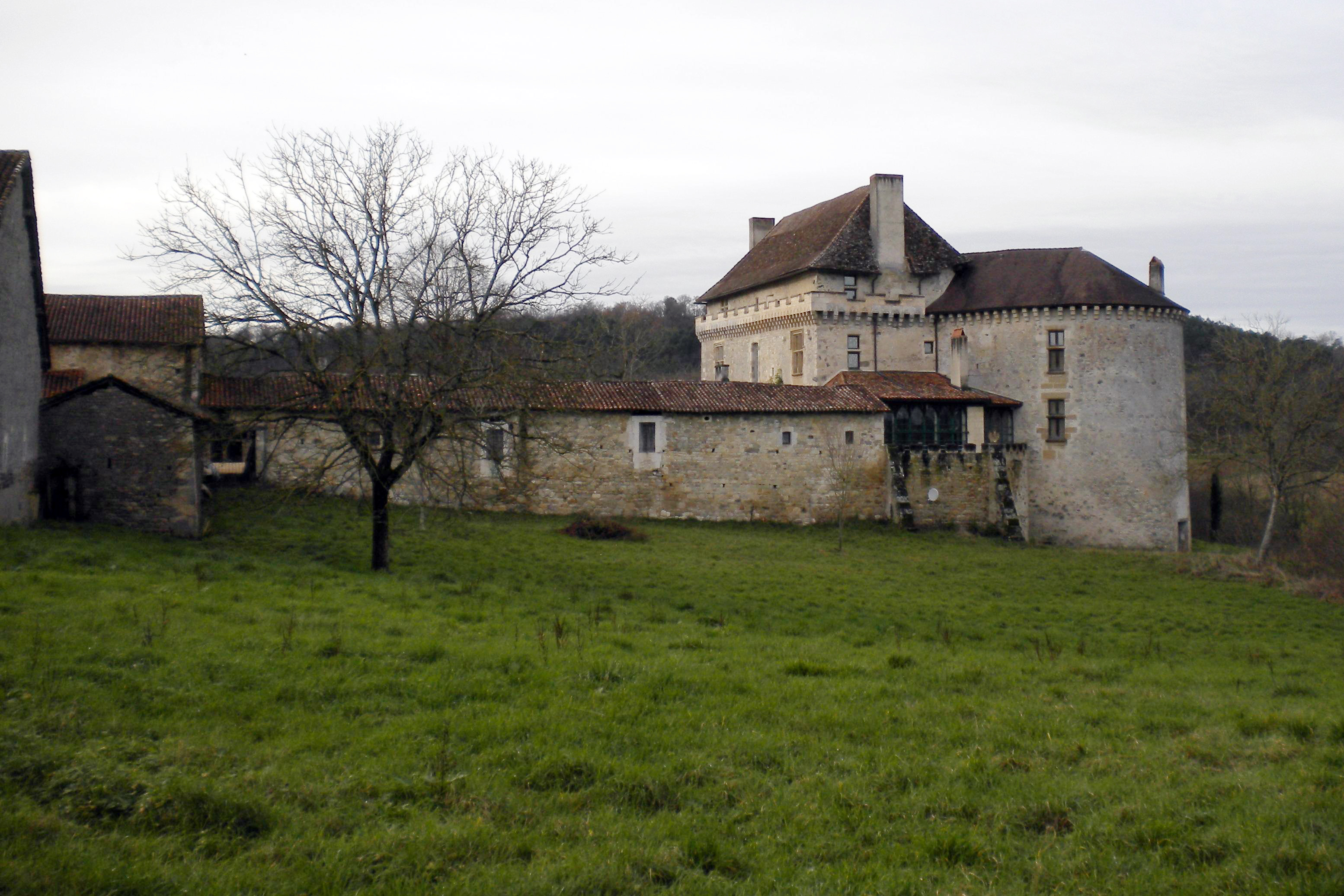
Schloss La Barde
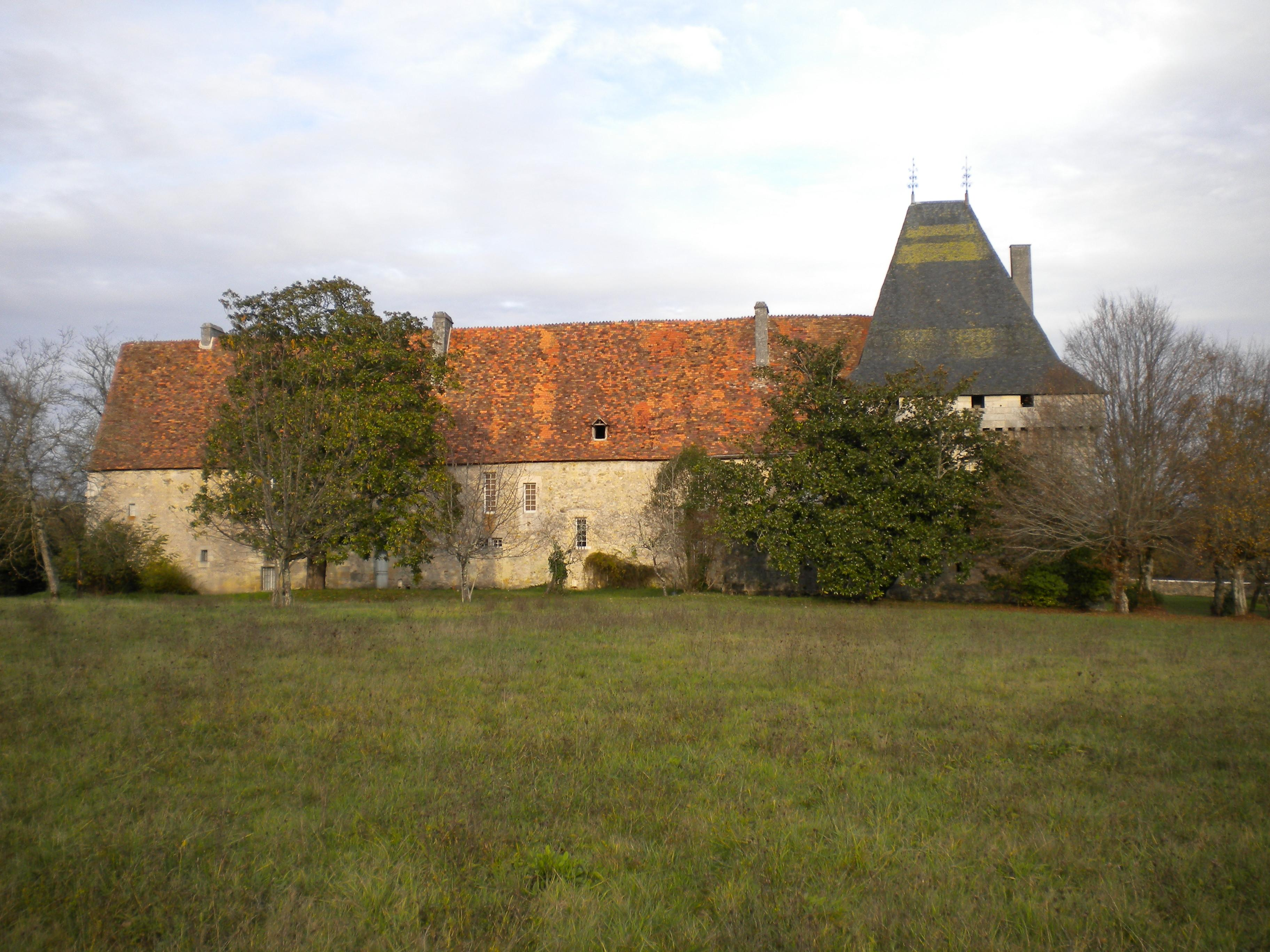
Der Westflügel des Schlosses Richemont
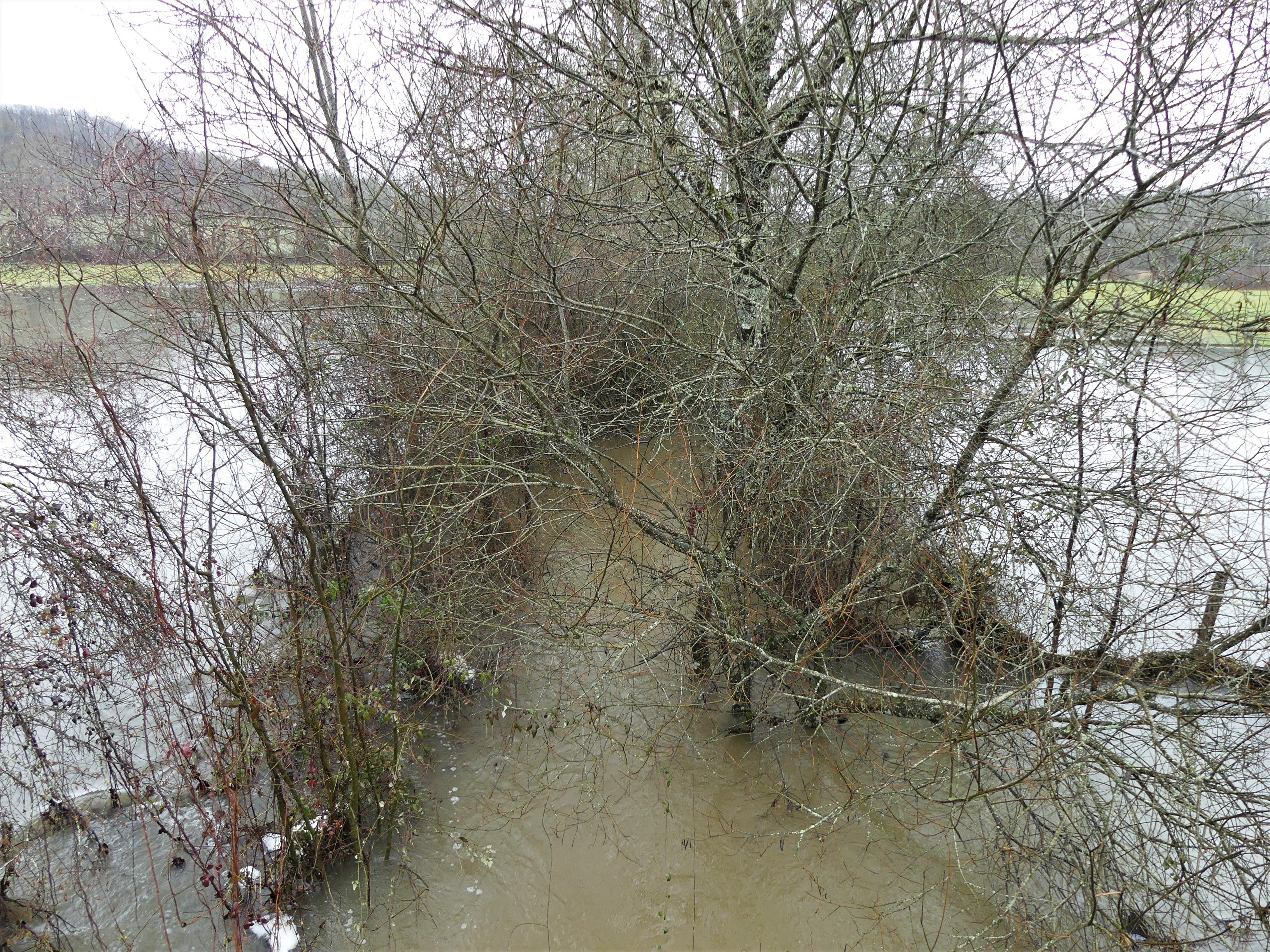
Frühjahrsüberschwemmung des Boulous an der D 939
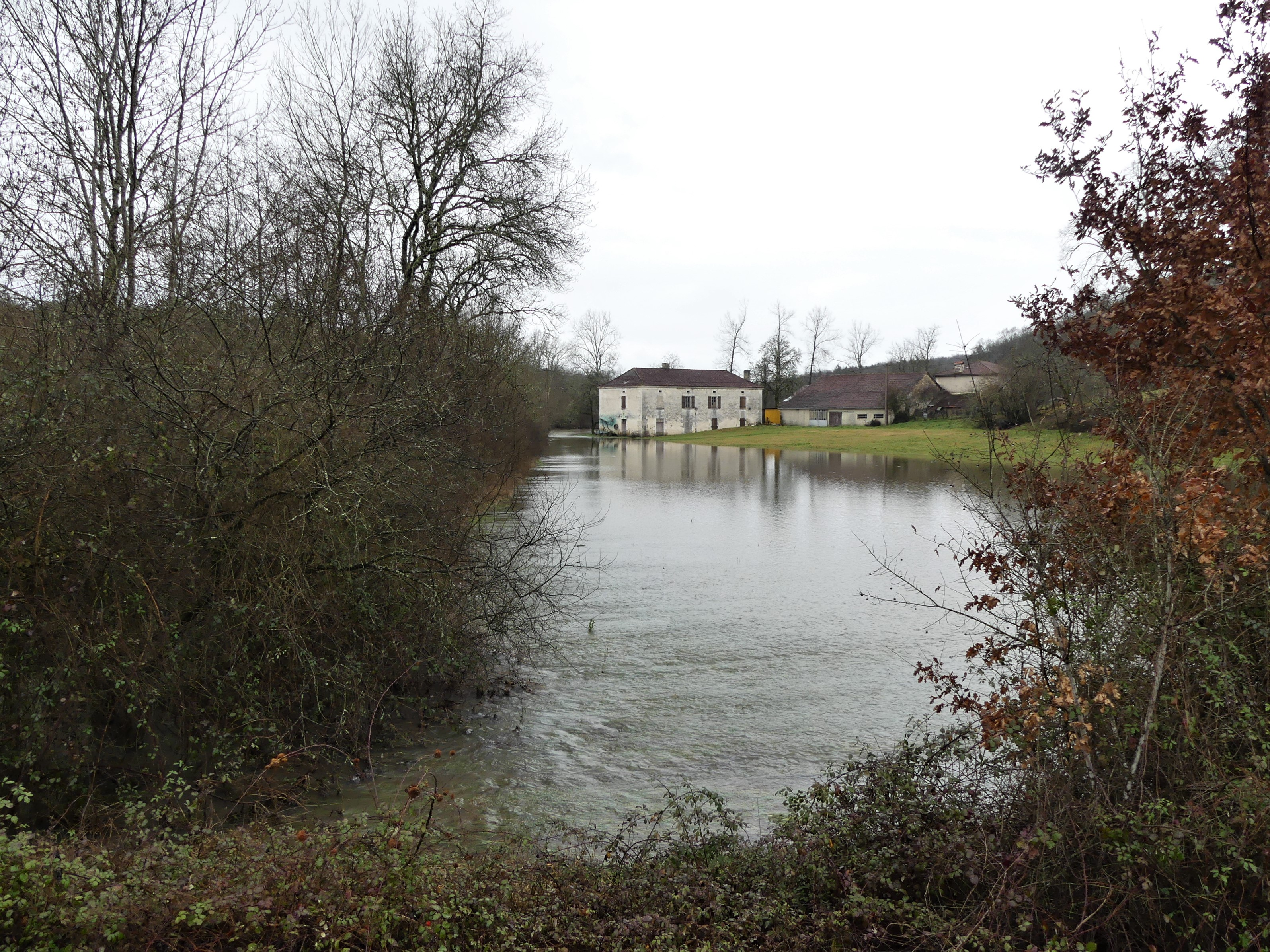
Frühjahrsüberschwemmung bei Le Moulin de la Forge
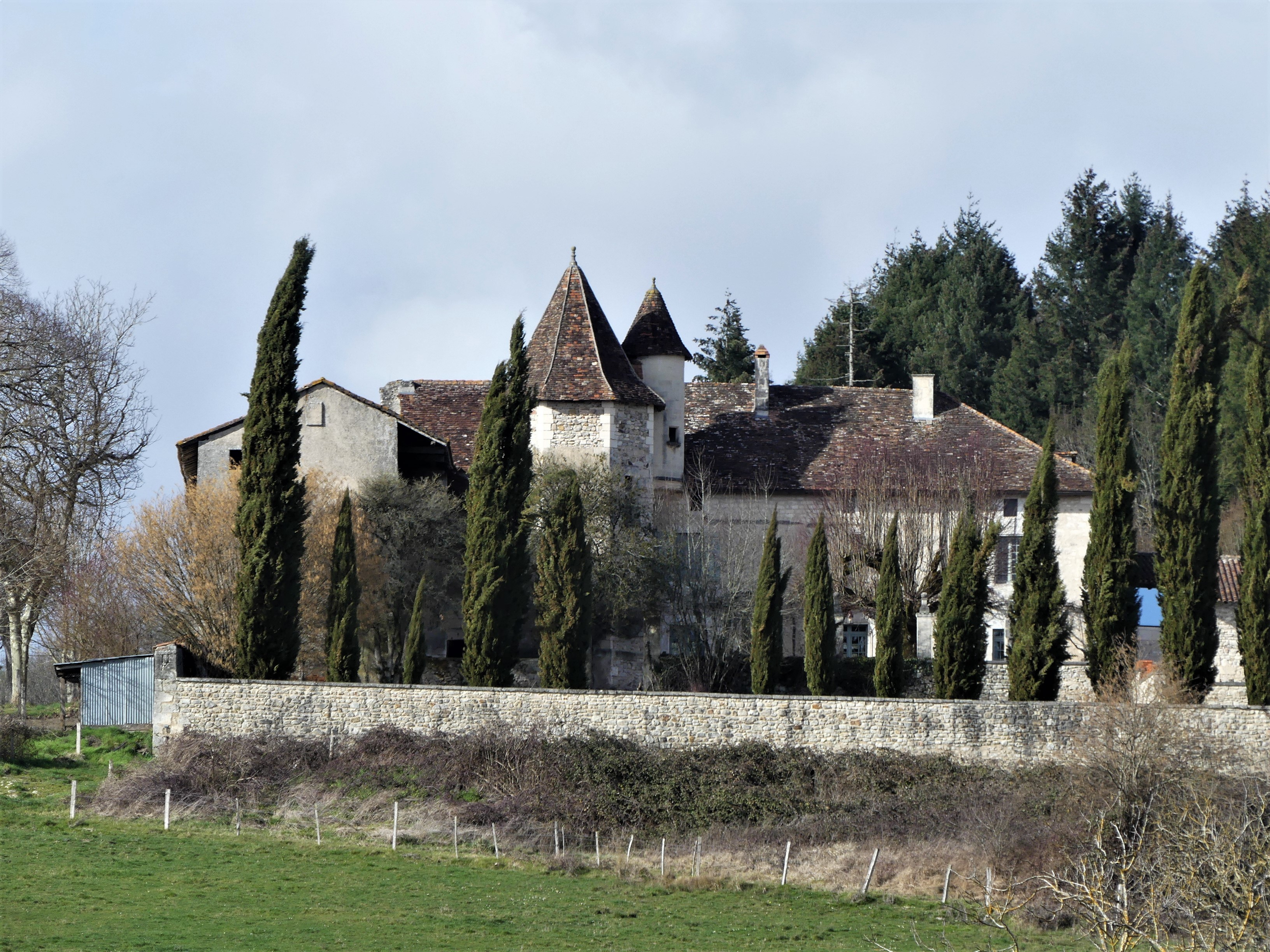
Der Herrensitz Le Plessac
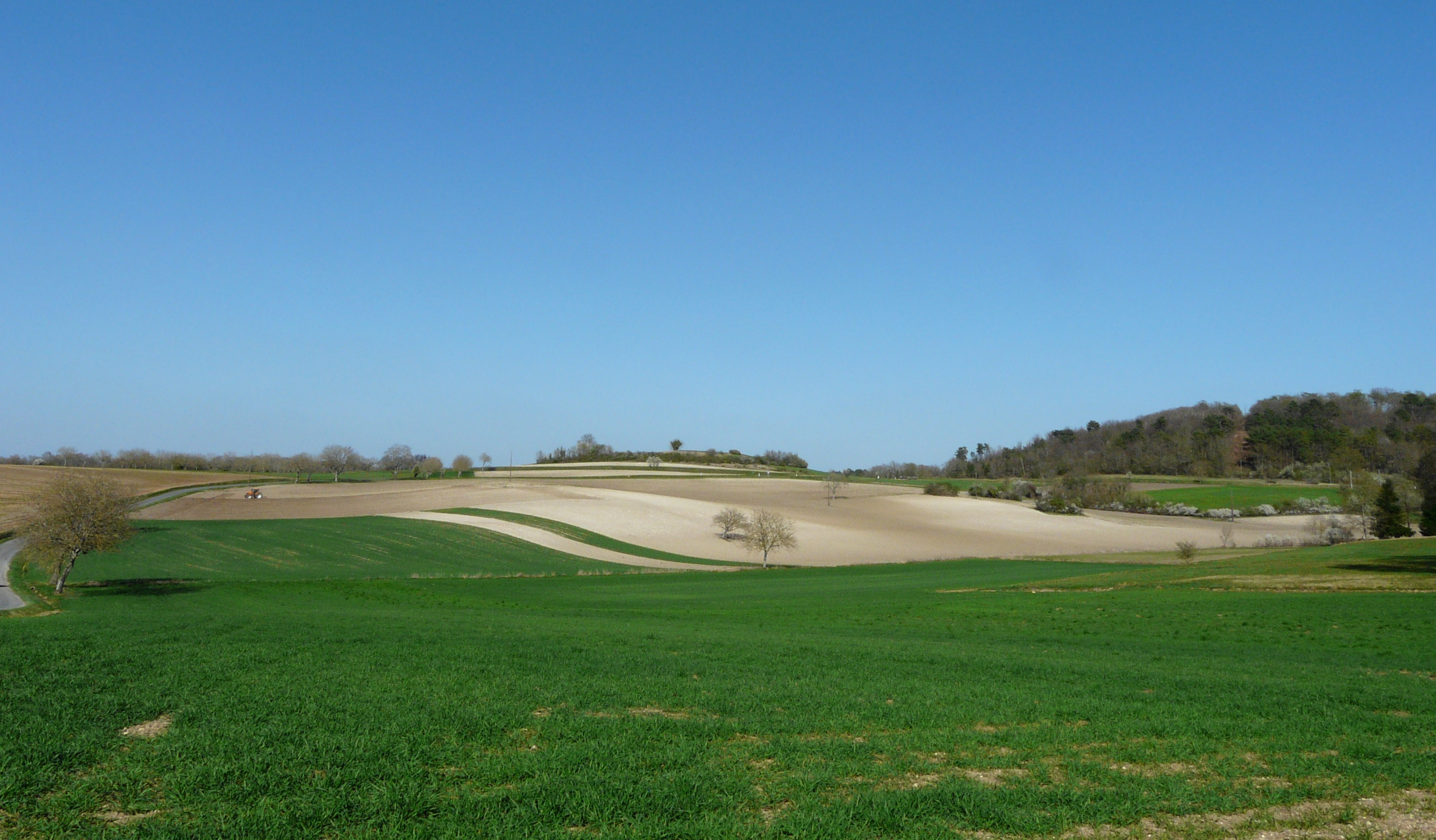
Felder bei Les Âges unterlagert von Santonium
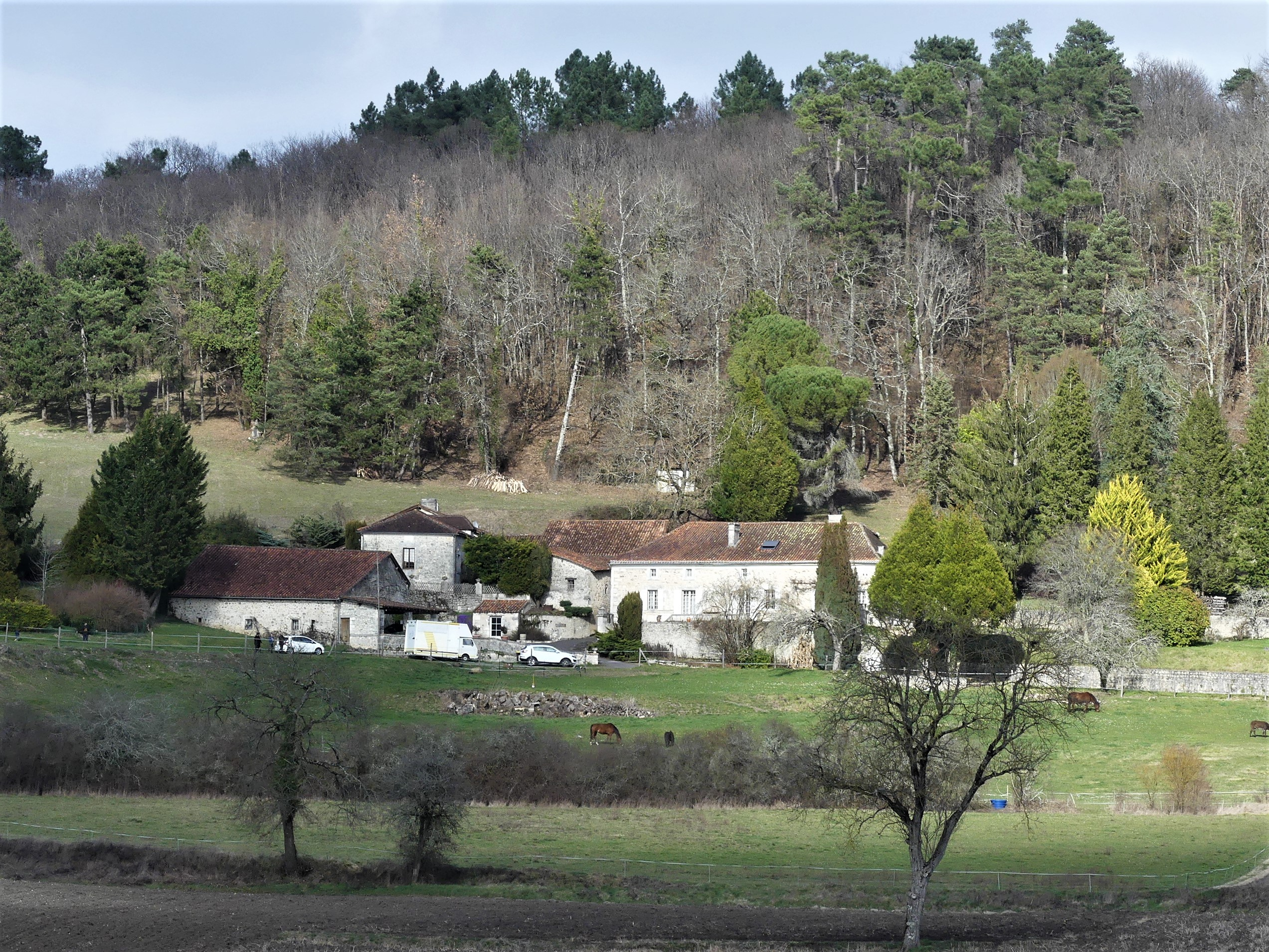
Der Weiler Champagne
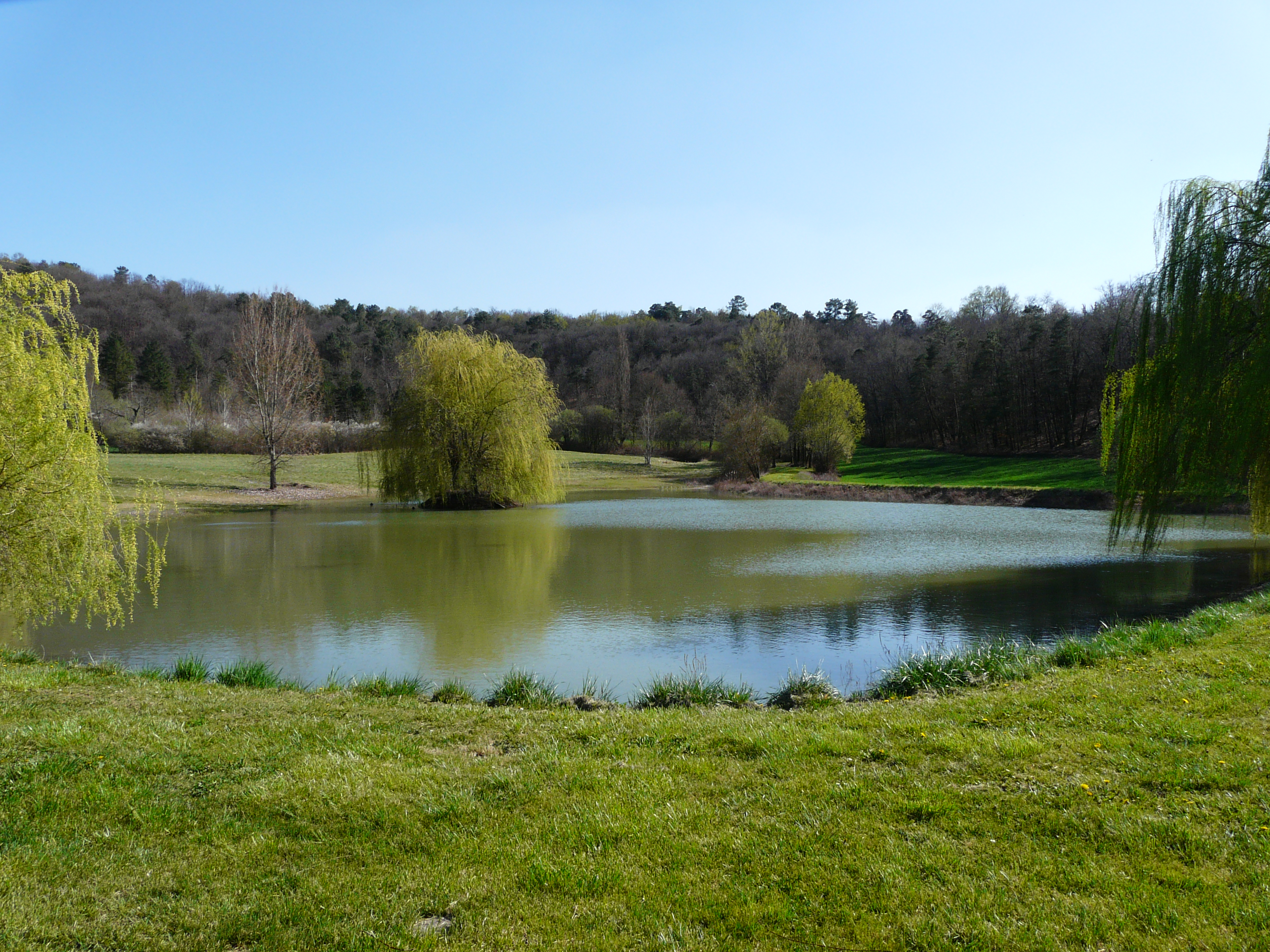
Weiher südlich des Ortskerns
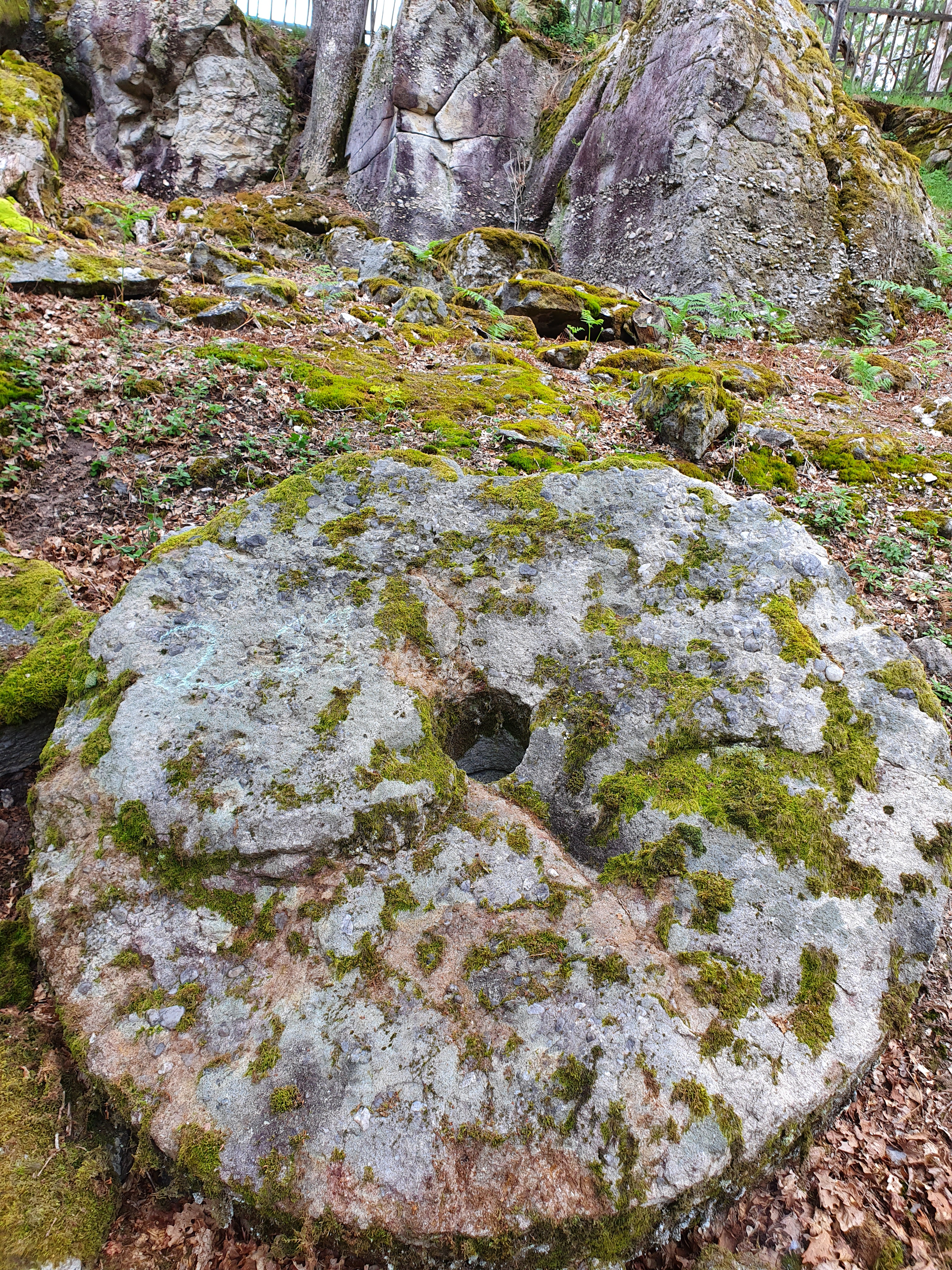
Mühlstein von Les Brageaux
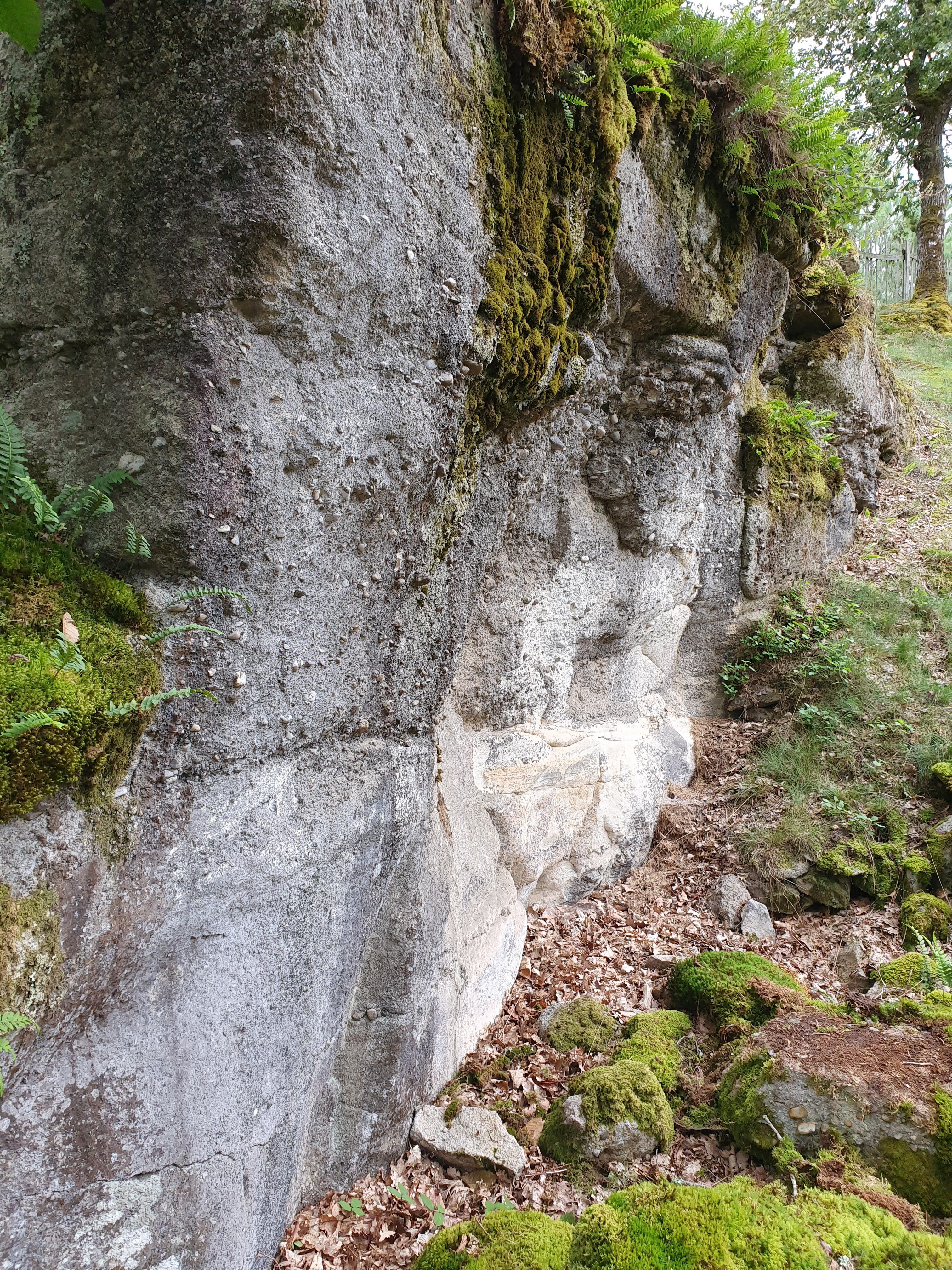
Steinbruchwand bei Les Brageaux
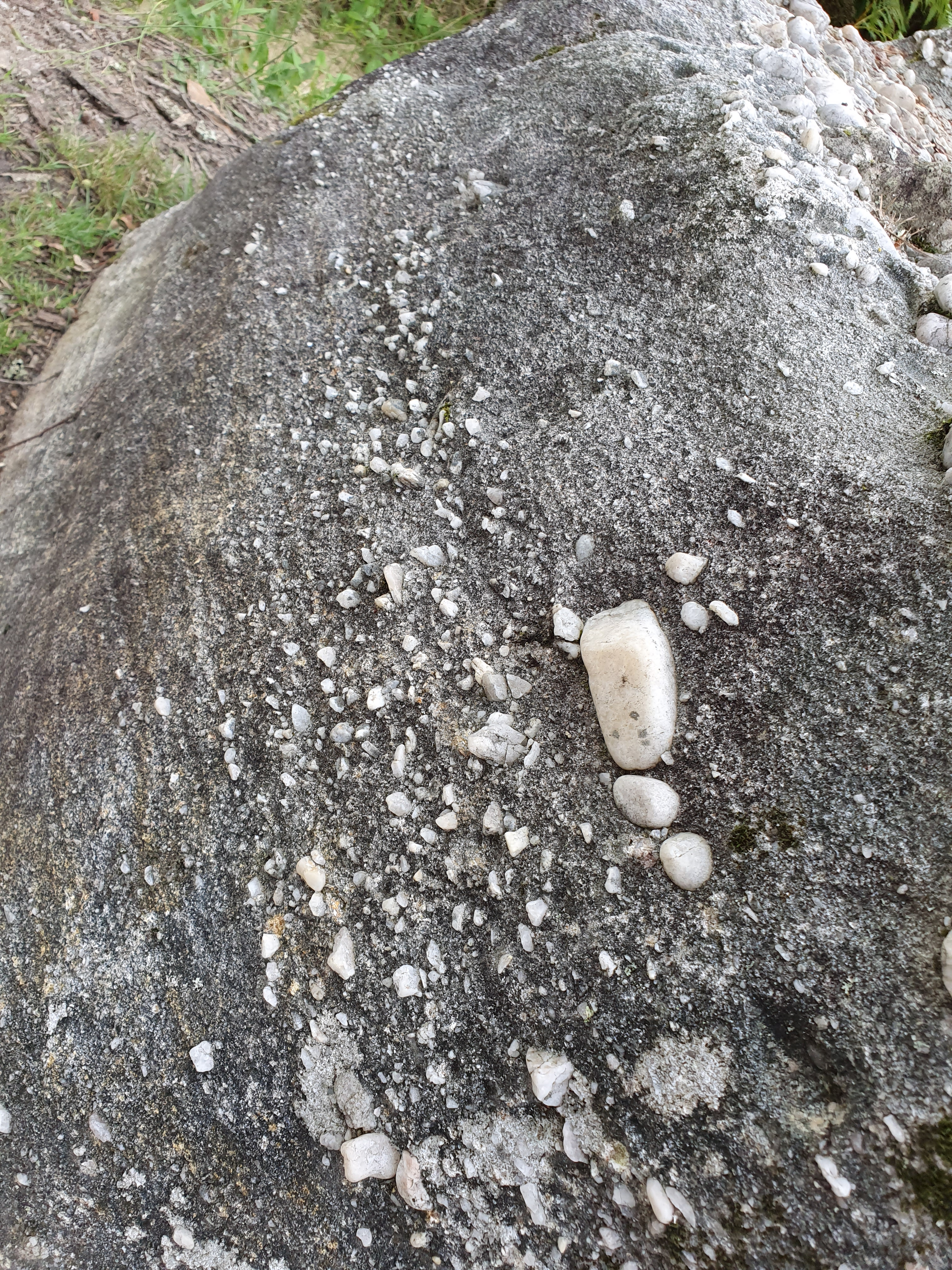
Nahaufnahme der Mühlsteinformation bei Les Brageaux
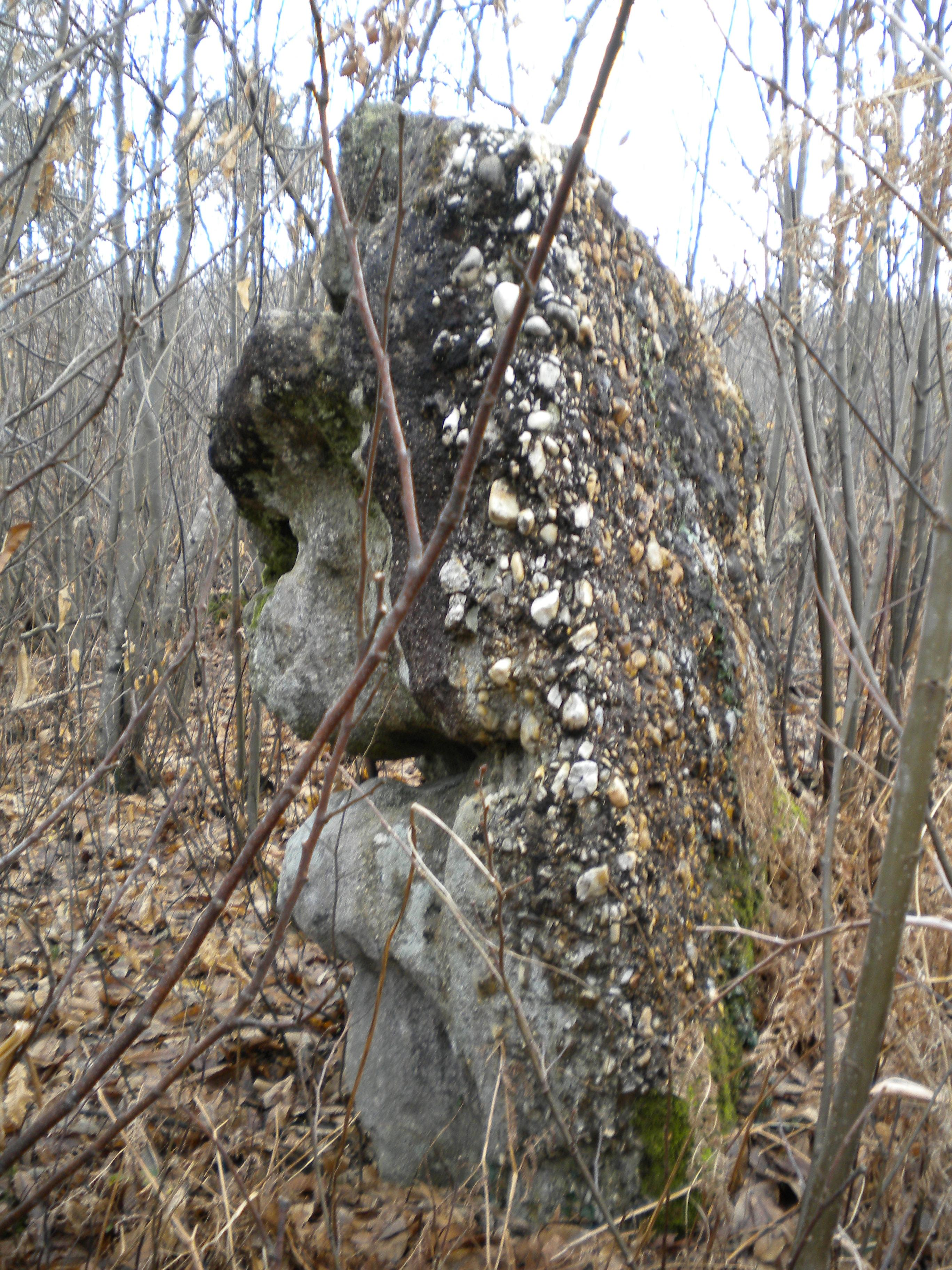
Der Menhir bei Champredon bestehend aus alttertiärem Konglomerat von Saint-Crépin-de-Richemont
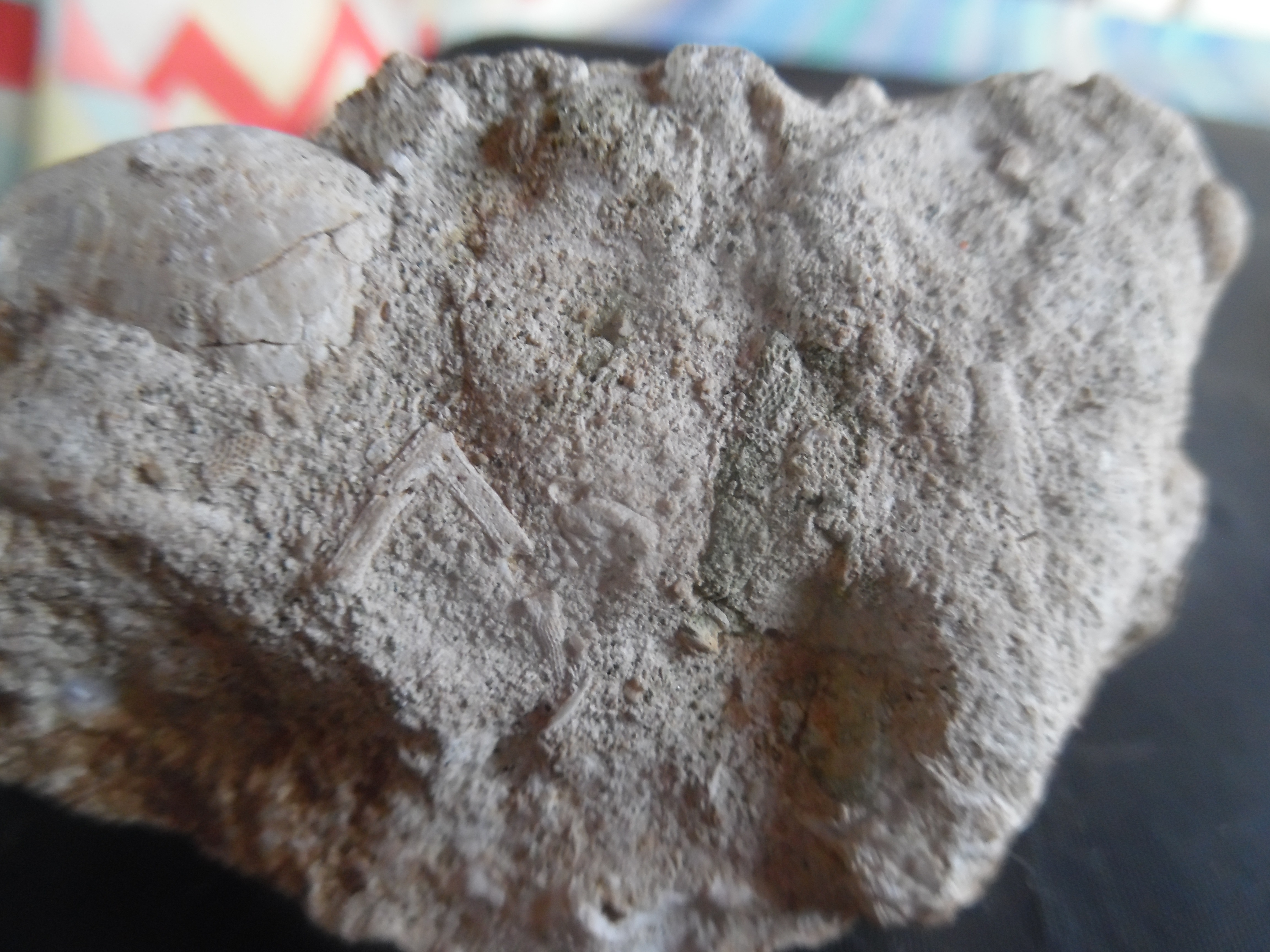
Bryozoenreiches Santonium von Les Âges